# Streitkräfte des Japanischen Kaiserreiches
Die Streitkräfte des Japanischen Kaiserreiches waren das Militär des Japanischen Kaiserreiches von 1867 bis 1947.

## Geschichte und Entwicklung
Die Entstehung der Streitkräfte des Japanischen Kaiserreiches entspringt dem Wandel, der 1867 dem Fall der Shōgun-Dynastie der Tokugawa folgte. Seit dem Vertrag von Kanagawa von 1854 war die Abschließung Japans aufgehoben. Am 3. Februar 1867 wurde Tennō Mutsuhito (Meiji-tennō) der Kaiser von Japan und begann in der Folge mit der allgemeinen Meiji-Restauration, deren Bestandteil auch die Reform des japanischen Militärwesens war.
Yamagata Aritomo war sowohl als Offizier, als Minister und später als Oberkommandierender maßgeblich an der Gestaltung der Streitkräftemodernisierung beteiligt und richtete diese an den Entwicklungen in Europa aus. Meilensteine dieser Entwicklung waren 1870 die Einrichtung des Arsenal Osaka für Geschütze und Munition und 1871 die Einrichtung des Arsenal Tokyo (Koishikawa Kōshō) für Handwaffen, Geschütze und Munition, sowie die Einführung der allgemeinen Wehrpflicht zum Beginn des Jahres 1873. Letzte Widerstände gegen die Militärreformen endeten 1877 mit der Niederschlagung der Satsuma-Rebellion des ehemals im Militär bestimmenden Samurai-Kriegerstandes.
Fortan gliederten sich Streitkräfte in das Kaiserlich Japanische Heer und die Kaiserlich Japanische Marine, eigenständige Luftstreitkräfte bestanden nicht, die Luftstreitkräfte untergliederten sich in die Heeres- und Marineluftstreitkräfte. Die Marinewerft Yokosuka wurde 1871 übernommen, die Marinewerft Sasebo wurde ab 1886 ausgebaut, die Marinewerft Kure und das Marinearsenal Yokosuka (Yokosuka Kaigun Kōshō) folgte 1889 wie die Marinewerft Maizuru als vierte Marinewerft. Die Organisation der Streitkräfte des Japanischen Kaiserreiches wurde im Verlauf der Perioden Meiji (1868–1912), Taishō (1912–1926), Shōwa (1926–1947) mehrfach umgestellt. Die ursprüngliche klassische Aufteilung zwischen dem Heer für die Landstreitkräfte und der Marine für die Seestreitkräfte wurde bis 1947 beibehalten und jeweils mit angegliederten Luftstreitkräften sowie mit Verbänden der Panzerwaffe ergänzt.
Zwischen dem kaiserlichen Heer und der Marine bestand eine ausgeprägte Rivalität, insbesondere um die Militärdoktrin bzw. um die Frage der Expansion Japans. Das Heer unterstützte hauptsächlich die Hokushin-ron-Doktrin, die eine Expansion in die Mandschurei und nach Sibirien forderte und dem Heer eine führende Rolle zukommen ließ, während die Marine die Nanshin-ron-Doktrin unterstützte, die den Schwerpunkt der Expansion auf Südostasien und auf den Pazifischen Raum und deren Inseln legte.
Als Oberbefehlshaber der Streitkräfte fungierte der japanische Kaiser, dem als Generalstab in Kriegszeiten das Daihon’ei zur Verfügung stand. Die Teilstreitkräfte verfügten über je einen eigen General- bzw. Admiralstab. Die Verwaltung war Aufgabe des Heeres- bzw. des Marineministeriums.

## Auftrag
Der Grundzüge für den Auftrag der wurden zuerst in der Meiji-Verfassung verankert und den 1870er-Jahren präzisiert. Sie und umfassten den Auftrag Streitkräfte zur Landesverteidigung aufzustellen sowie die Interessen der japanischen Nation unter Umständen auch mit Angriffskriegen international zu wahren. Der Generalstab von Japan war für die Umsetzung und Auftragstaktik zuständig. Kontrolle und Weisung erfolgte vom japanischen Heeresministerium sowie vom japanischen Marineministerium und auch direkt vom jeweiligen Tennō, dem Japanischen Kaiser der verfassungsgemäß eine Sonderrolle für das militärische Belange hatte.
Die Verfassung des Staates Japan vom 3. Mai 1947 ist Grundlage für den japanischen Auftrag der 1954 gegründeten japanischen Selbstverteidigungsstreitkräfte.

## Organisation
Die Organisation der Streitkräfte des Japanischen Kaiserreiches (IJAF, 1926–1947) gliedert sich in folgende Hauptbereiche:
- Oberkommando aller Truppengattungen der japanischen Kaiserlichen Streitkräfte Daihon’ei (IGH, Imperial General Headquarters).
  - Kaiserlich Japanische Armee (IJA), das Heer bzw. die Armee im Japanischen Kaiserreich
    - angegliedert: Kaiserlich Japanische Heeresluftstreitkräfte (IJAAS Imperial Japanese Army Air Service)

  - Kaiserlich Japanische Marine (IJN), die militärische Marine im Japanischen Kaiserreich
    - angegliedert: Kaiserlich Japanische Marineluftstreitkräfte (IJNAS Imperial Japanese Navy Air Service)

Oberbefehlshaber der Streitkräfte
Die oberste Leitung der Streitkräfte lag bei den jeweiligen Kaisern von Japan.
| Nr. | Tennō (Eigenname)  | Bild | Amtszeit            | Amtszeit          |
| Nr. | Tennō (Eigenname)  | Bild | Beginn der Amtszeit | Ende der Amtszeit |
| --- | ------------------ | ---- | ------------------- | ----------------- |
| 1.  | Meiji (Mutsuhito)  |      | 1868                | 30. Juli 1912     |
| 2.  | Taishō (Yoshihito) |      | 30. Juli 1912       | 25. Dezember 1926 |
| 3.  | Shōwa (Hirohito)   |      | 25. Dezember 1926   | 1947              |

## Ausrüstung
Die Ausrüstung der kaiserlich-japanischen Streitkräfte wurde seit den 1870er-Jahren an die internationalen Entwicklungen der Wehrtechnik angepasst. Die Vorgaben zur Ausrüstung kamen weitgehend aus dem Generalstab der japanischen Streitkräfte und wurden von den militärischen Entwicklungszentren der Teilstreitkräfte und Arsenale gemeinschaftlich mit der beteiligten japanischen Rüstungsindustrie umgesetzt. Ab 1870 wurden zunächst die neu aufstellten Streitkräfte umfassend mit neuem Material ausgestattet. Die Einrichtungen für Produktion, für Nachschub und Logistik sowie für Reparatur und Entwicklung der Ausrüstung wurden neu geschaffen und ausgebaut um die japanischen Streitkräfte autonom in Japan ausstatten zu können. Wie bei den meisten Streitkräften, die an internationalen Kriegsgeschehen teilnahmen, verlief auch die Ausrüstung der japanischen Streitkräfte in Phasen, die sich an diesen Konflikten orientierten.
Die bereits im 19. Jahrhundert erfolgte Ausstattung der Streitkräfte ist in einigen Teilgebieten mit etlichen Entwicklungen und Neuerungen bekannt geworden. Nachfolgend ein Überblick von Themen zur Ausrüstung:
- Liste der Handwaffen der Kaiserlich Japanischen Streitkräfte
- Japanische Militärfahrzeuge des Zweiten Weltkrieges
- Japanische Flugzeuge im Zweiten Weltkrieg
- Japanische Fallschirme im Zweiten Weltkrieg
- Japanische Flugabwehrschiffe
- Militärschiffsklassen der kaiserlich-japanischen Streitkräfte

## Einsatz
Die Einsätze der Streitkräfte des Japanischen Kaiserreiches begannen in den 1870er-Jahren und endeten 1947 mit der Auflösung. Bei den Einsätzen kam es zu kleineren militärischen Auseinandersetzungen und Operationen sowie zur Beteiligung an Weltkriegen. Nachfolgend ein Überblick:
- 1877 Satsuma-Rebellion
- 1894–1895 Erster Japanisch-Chinesischer Krieg
- 1904–1905 Russisch-Japanischer Krieg
- Erster Weltkrieg mit diversen Operationen zu japanischen Kriegszielen im Ersten Weltkrieg
  - 1914 Belagerung von Tsingtau
- 1918–1922 Sibirische Intervention
- 1931–1932 Mandschurei-Krise
- Zweiter Weltkrieg mit diversen Operationen
  - 1937–1945 Pazifikkrieg
  - 1937–1945 Zweiter Japanisch-Chinesischer Krieg
  - 1938–1939 Japanisch-Sowjetischer Grenzkonflikt
  - 1941–1942 Japanische Invasion Südostasiens
    - 1941–1942 Japanische Invasion der Malaiischen Halbinsel
    - 1941 Angriff auf Pearl Harbor
    - 1941–1942 Schlacht um Midway
    - Luftangriffe auf Australien von 1942 bis 1943